# Reloj astronómico de Beauvais

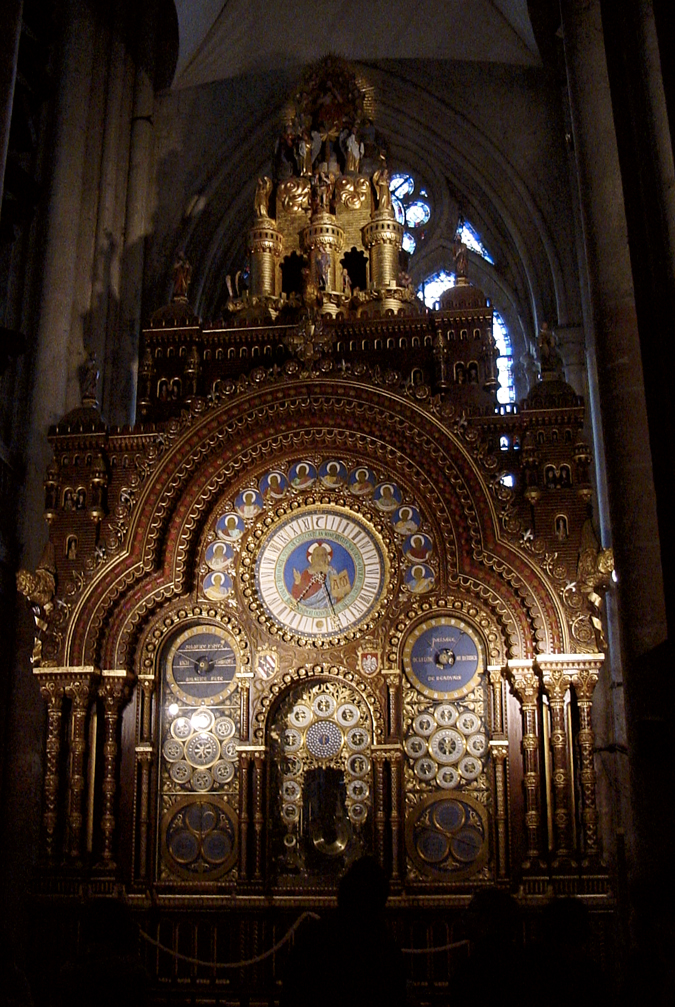
Vue générale

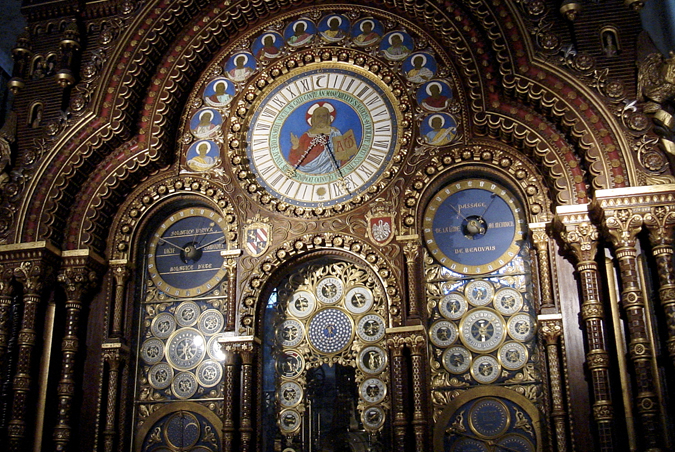
Les cadrans

El reloj astronómico de la Catedral de Saint-Pierre de Beauvais (Oise, Picardía, Francia), considerado como obra maestra en su género, fue construido por Auguste-Lucien Vérité en el siglo XIX.

## Historia
El reloj astronómico se construyó entre 1865 y 1868 a instancia del obispo de Beauvais, Joseph-Armand Gignoux, por Auguste-Lucien Vérité, célebre maestro relojero de Beauvais (diseñador del Reloj astronómico de Besançon entre 1857 y 1862).
Tiene cerca de 90 000 piezas mecánicas de acero y latón, 52 esferas esmaltadas y 68 autómatas.
Fue presentado por primera vez en el Palais de l'Industrie, en 1869 antes de ser colocado en la capilla del Santísimo Sacramento, ubicada en el brazo norte del crucero de la catedral, en 1876.
Se compone de un gran mueble realizado según los planos del Padre Pierart, hermano de las Escuelas cristianas. Es de estilo románico - Bizantino, y mide 12 m de altura, 5.12 m de ancho y 2.82 m de profundidad. Fue completamente restaurado en 1980 por cinco de los mejores artesanos de Francia.
Su decoración está inspirada en la biblia católica. Encontramos tres "calles", la principal y las laterales, con 52 diales (esferas) que nos dan las medidas del tiempo universal así como la representación de los principales fenómenos astronómicos, que incluyen: El ciclo solar, el Número áureo, las epactas, las letras dominicales, la indicción romana, la hora sideral, la ecuación solar, el solsticio, etc. En la parte superior, 68 autómatas cobran vida en el escenario de el Día del Juicio. Por medio de luz y sonido, en cinco idiomas de auriculares individuales, se explica su funcionamiento durante 25 minutos.
Momentos antes de las horas, el gallo canta y bate sus alas. Cuando llegan las horas, el Cristo, sentado en su gloria, invita a los Ángeles para que toquen las trompetas. Inmediatamente, tiene lugar el juicio, y la Virtud es llevada al cielo por un ángel, mientras que el Vicio es empujado al infierno por un horrible diablo.

## Restauraciones
El reloj ha sido restaurado dos veces: -en 1988 por Dominique Charlet y -en 2011, cuando se desmontó todo el mecanismo, después de haber sido parado en 2010, debido al polvo acumulado en su interior.
.